# Antonio Esposito (voetballer)
Antonio Esposito (Lugano, 13 december 1972) is een voormalig betaald voetballer uit Zwitserland die bij voorkeur als middenvelder speelde. Hij beëindigde zijn loopbaan in het seizoen 2004/05 bij AC Lugano, de club waar hij in 1990 ook zijn profloopbaan was begonnen. Hij speelde tevens clubvoetbal in Spanje (CF Extremadura), Italië (Cagliari) en Frankrijk (AS Saint-Étienne).

## Interlandcarrière
Esposito maakte zijn debuut voor het Zwitsers voetbalelftal in de vriendschappelijke wedstrijd tegen Rusland op 10 februari 1997 in Hong Kong, net als doelman Andreas Hilfiker (FC Aarau), middenvelder René Weiler (FC Zürich) en aanvaller Patrick De Napoli (FC Aarau). Hij kwam in totaal tot drie officiële A-interlands voor zijn vaderland.

## Erelijst
Grasshopper Zürich
- Zwitsers landskampioen

1998, 2001
 FC Basel
- Zwitsers landskampioen

2004
- Zwitserse beker

2003